# Kék pókhálósgomba
A kék pókhálósgomba (Cortinarius caerulescens) a pókhálósgombafélék családjába tartozó, Európában honos, meszes talajú lomberdőkben élő, nem ehető gombafaj. 

## Megjelenése
A kék pókhálósgomba kalapja 5-12 cm széles, alakja kezdetben félgömbös, majd domborúvá, végól lapossá válik; közepe bemélyedhet. Széle sokáig begöngyölt, majd aláhajló marad. Felszíne nedvesen ragadós, szárazon időben fényes, tapintása selymes. Színe kezdetben kékeslila, majd idősen középről kezdődően fokozatosan világosbarnásra, okkeresre fakul; szélén a lilásbarnás szín megmarad. 
Húsa kemény, színe fehéres-kékesibolyás. Szaga enyhén földes, dohos; íze enyhe.
Lemezei tönkhöz nőttek, élük fogazott. Színük fiatalon halványlila, később rozsdabarna. A lemezeket fiatalon fehéres-halványszürkés fátyol (ún. cortina) védi.
Tönkje 4-10 cm magas és 1-4 cm vastag. Színe a kalapétól világosabb kékeslilás. Alakja lefelé szélesedik, tövénél peremes gumós. A rozsdaszínű spórák elszínezhetik.
Spórapora rozsdabarna. Spórája mandula alakú, finoman szemölcsös, mérete 8,5-10 x 5-5,5 µm.

### Hasonló fajok
A mérgező retekszagú kígyógombával, valamint az ehető lila pereszkével és a lilatönkű pereszkével lehet összetéveszteni.  

## Elterjedése és termőhelye
Európában honos. Magyarországon ritka.
Meszes talajú lomberdőkben, főleg bükkösökben fordul elő. Szeptembertől novemberig terem.

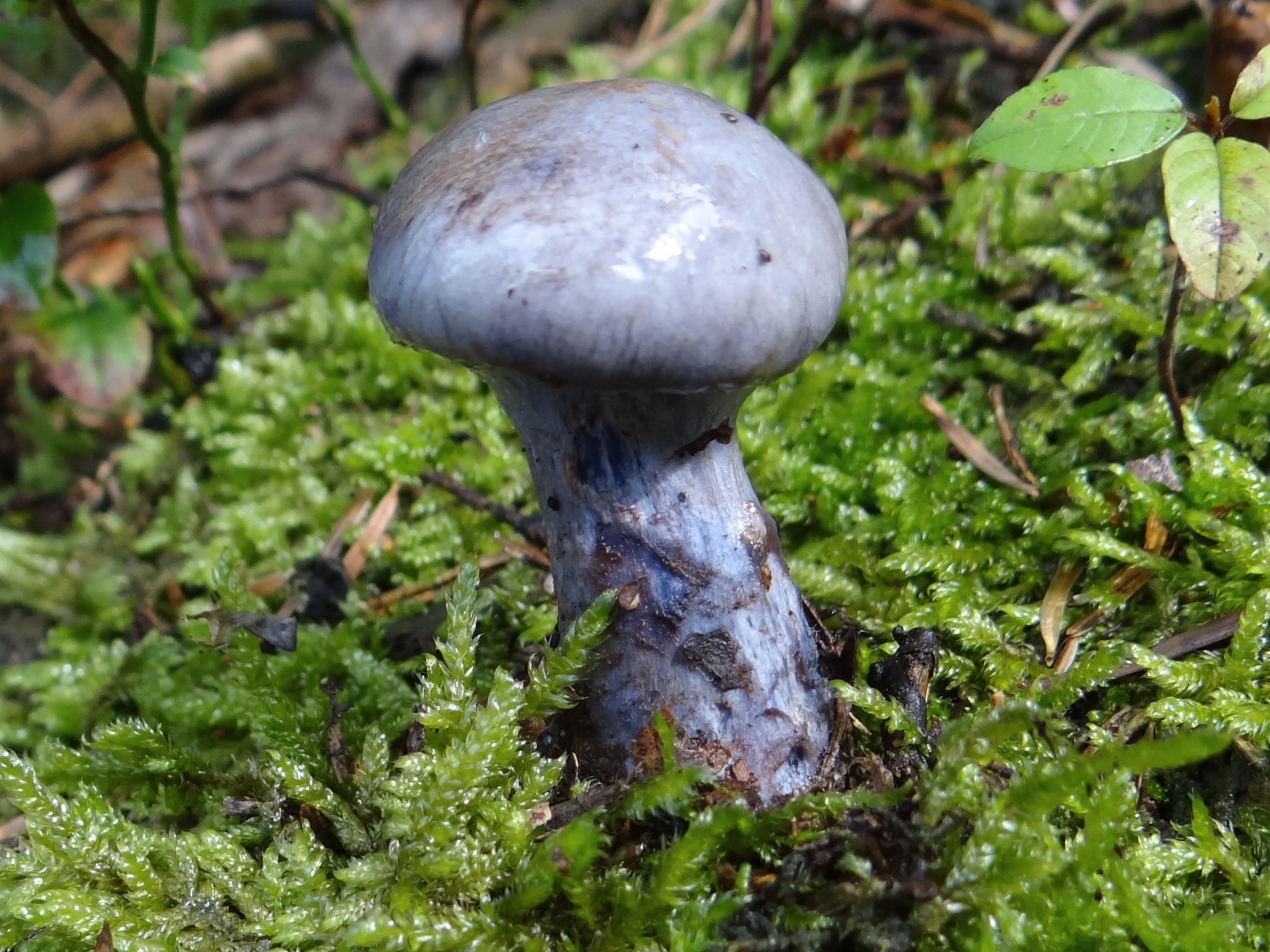
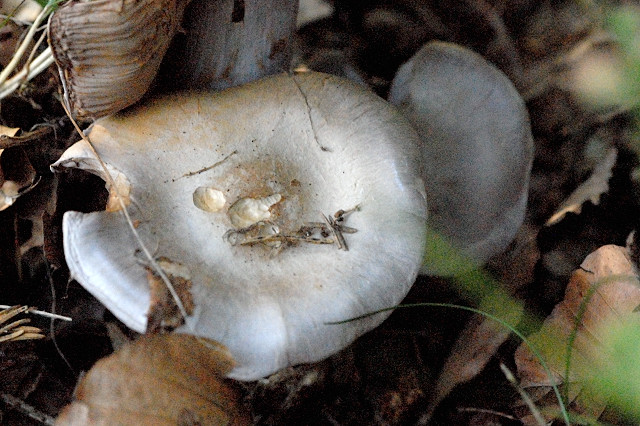
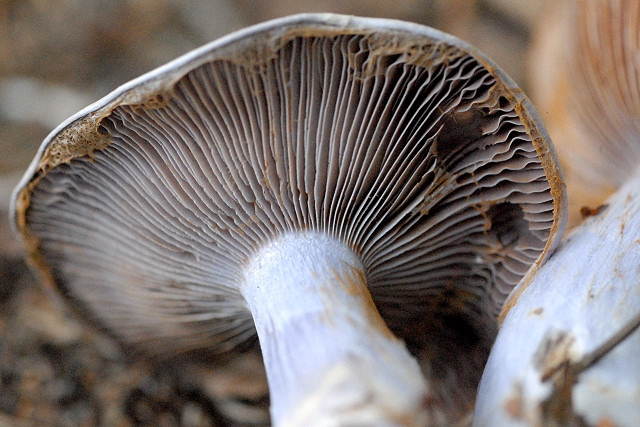
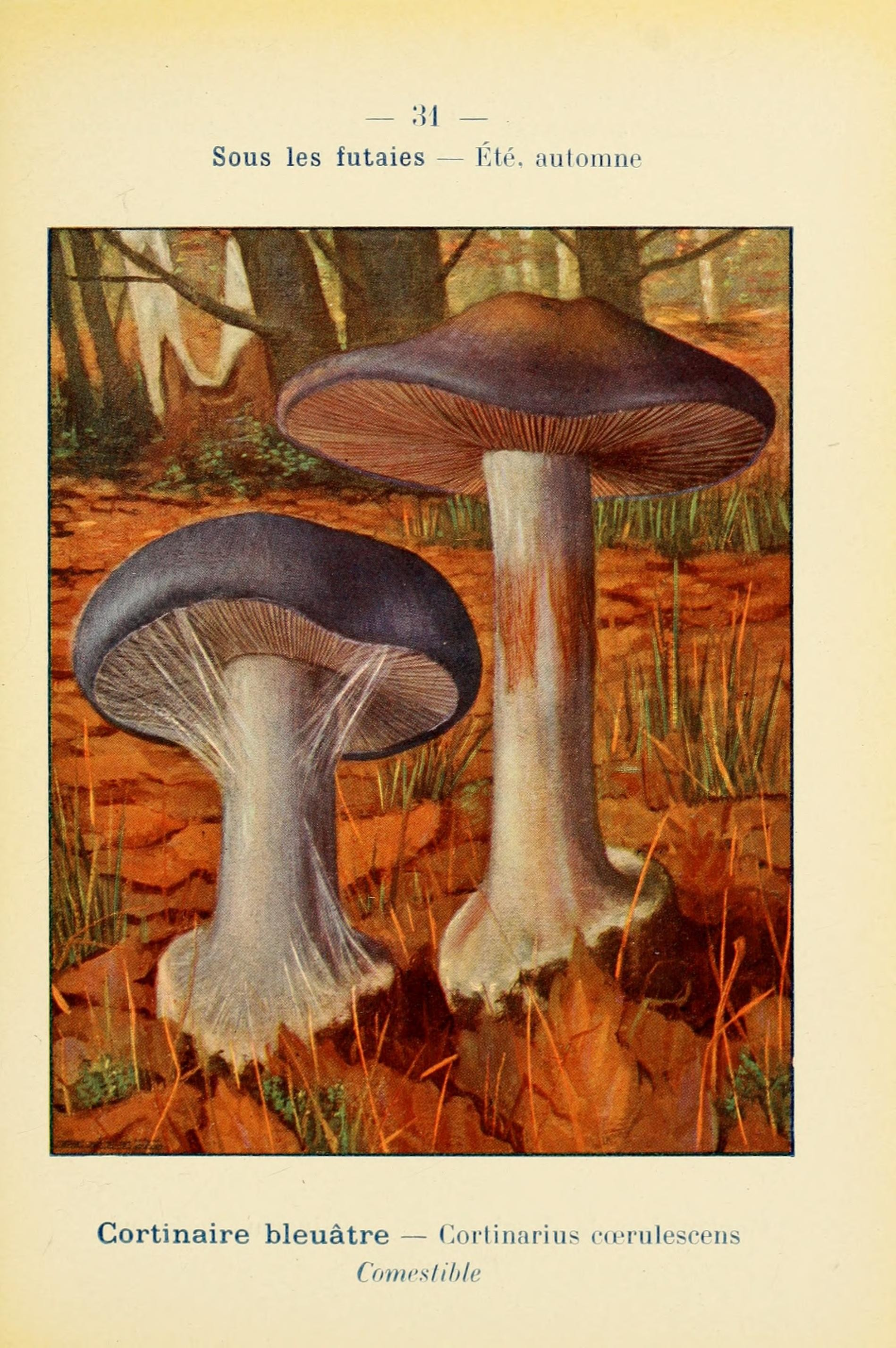
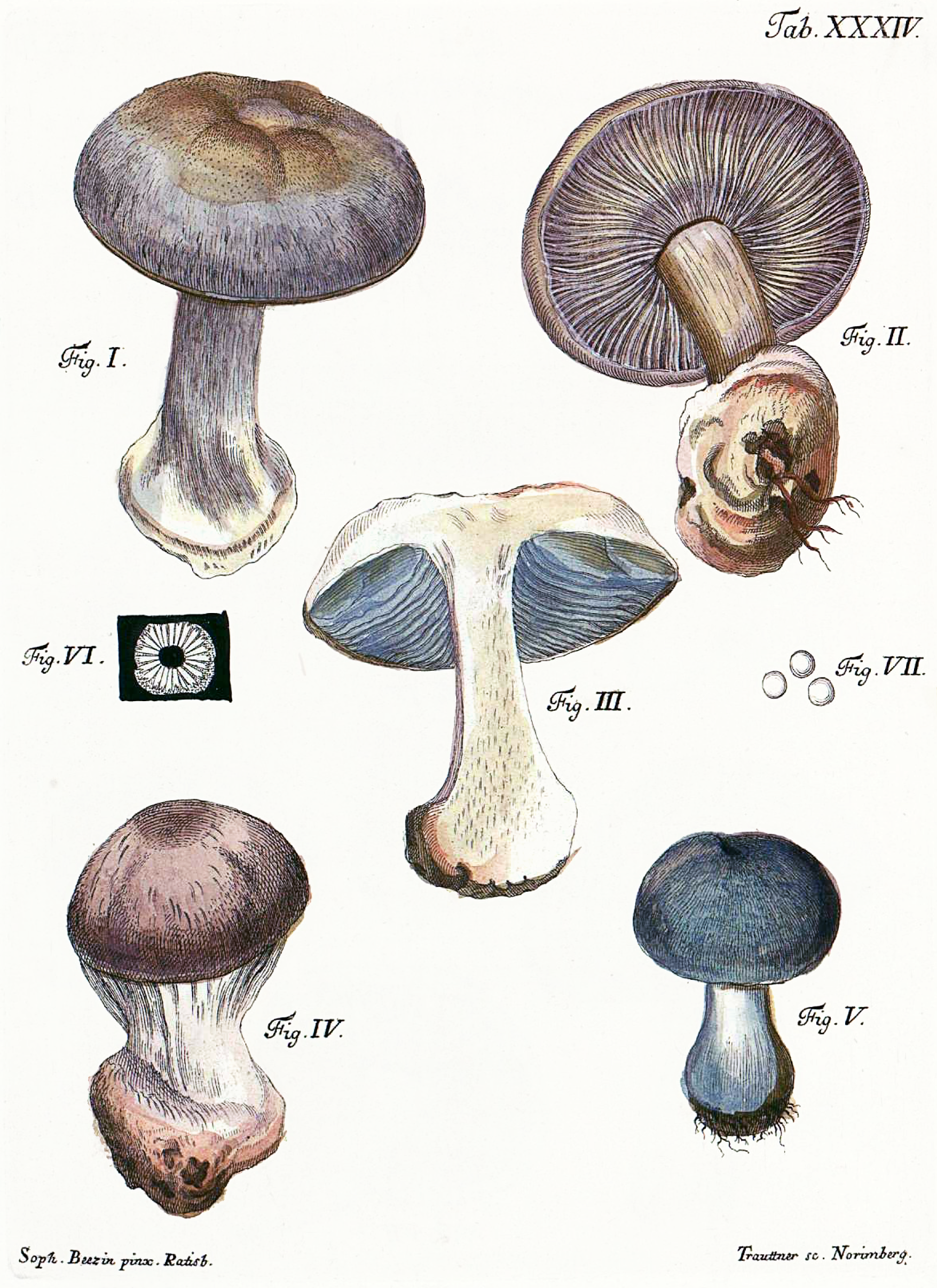

Nem ehető. 